# Glee
Glee er en amerikansk tv-serie, der blev vist første gang på Fox i USA. Serien handler om et showkor, kaldet "New Directions!", som er etableret på den opdigtede William McKinley High School i Lima, Ohio. De vigtigste personer i de indledende afsnit af Glee omfattede korleder og spansklærer Will Schuester (Matthew Morrison), cheerleadertræner Sue Sylvester (Jane Lynch), studievejleder Emma Pillsbury (Jayma Mays), Wills kone Terri (Jessalyn Gilsig), og otte af klubbens medlemmer spillet af Dianna Agron, Chris Colfer, Kevin McHale, Lea Michele, Cory Monteith, Amber Riley, Mark Salling og Jenna Ushkowitz. I anden sæson blev nogle af de skuespillere, Mike O'Malley, Heather Morris og Naya Rivera, der i de tidligere afsnit var tilbagevendende roller, forfremmet til ledende roller. I tredje sæson blev Harry Shum, Jr. og Darren Criss ligeledes set i ledende roller, og både Gilsig og O'Malley blev fjernet fra de ledende rolleindehavere, selvom sidstnævnte er vendt tilbage som gæstestjerne. I fjerde sæson blev Chord Overstreet forfremmet fra en marginal rolle som tilbagevendende skuespiller til en af de vigtigste roller, og både Mays og Agron blev fjernet fra listen over hovedrolleindehavere. Mays blev i sin første optræden i denne sæson annonceret som gæsteskuespiller.
Pilotepisoden af serien blev sendt efter American Idol den 19. maj 2009, og den første sæson blev sendt fra den 9. september 2009.

## Udsendelse
Den første sæson af Glee består af 22 episoder.  Pilotepisoden blev oprindeligt sendt den 19. maj 2009.  Serien vendte tilbage den 9. september 2009,  hvor yderligere tolv episoder blev vist om onsdagene fra kl. 21:00 indtil 9. december 2009. Den 21. september 2009 blev yderligere ni episoder bestilt til den første sæson af Fox, og den første af disse episoder blev sendt den 13. april 2010. Disse episoder blev vist tirsdag aften fra kl. 21:00.  Den 11. januar 2010 blev det meddelt, at Fox havde bestilt en anden sæson af showet. Den anden sæson begyndte produktionen i juni 2010.  Sæson to begyndte den 21. september 2010,  og blev vist fra kl. 20.00 på tirsdage, og består af 22 episoder. Showet blev valgt af Fox til at fylde den eftertragtede tidsinterval, der fulgte nettets dækning af Super Bowl XLV i 2011,  og kanalen havde oprindeligt planlagt at flytte showet til kl. 21:00 om onsdagen efter den post-Super Bowl-udsendelse. Men Fox reviderede senere sin tidsplan, lader Glee blive om tirsdagen, for at koncentrere sig om at opbygge sin svagere onsdag og torsdag programliste.  En tredje sæson blev bestilt af Fox den 23. maj 2010, før slutningen af den første sæson. Den tidlige fornyelse af showet har tilladt fremlæggelseteamet til at reducere omkostningerne og til at planlægge, hvornår de skriver manuskripterne. Den tredje sæson udsendelser forblev om tirsdagen kl. 20:00, og begyndte visningen af sæson 3 d. 20. September 2011.  Fox har annonceret, at showets fjerde sæson vil ændre dag og tidspunkt for udsendelse: Den vil blive flytte til torsdage klokken 21.00, som vises efter at aftenens 20:00 musikkonkurrence "resultater" vises, som The X Factor i efteråret og American Idol i midtsæsson 
Glee er blevet syndikeret til udsendelse i mange lande verden over, herunder Australien, som medlemmer af rollebesætningen besøgt for at fremme showet før seriens debut i September 2009 på Network Ten. Det er også udsendelser i Canada, New Zealand, Israel og Fiji. Den sendes i Sydafrika, hvor Fox sender episoderne direkte til M-Net broadcastcenter i Johannesburg i stedet for at levere båndene. . Hertil vises den i Det Forenede Kongerige, hvor E4 udsendt de første to sæsoner, og viste episoderne måneder efter, de første gang blev vist i USA. Sky1 udsendte serien, fra den tredje sæson, og begyndte at sende episoder to dage efter deres amerikanske udsendelse.  Serien sendes også i Italien, en uge senere end den amerikanske udsendelse, og eftersynkroniseret til italiensk, samt i Litauen. I Irland havde flere episoder premiere 20 timer efter deres amerikanske udsendelse, hvilket gør det det til den europæiske premiere. Episoder i Irland vises på TV3 og sin søster kanal 3e. Asiatiske lande som sender Glee omfatter Filippinerne,  Indien,  Malaysia,  Singapore  Indonesien og Japan. Showet begyndte at sendes i Brasilien (for første gang på et ikke-kabelnet) den 2. juli 2011 på Rede Globo netværket.  Glee sendes i Mellemøsten og Den Persiske Golf via Fox Serie nettet. 

### Serieoversigt
| Sæson | Sæson | Afsnit | Oprindeligt sendedato | Oprindeligt sendedato |
| Sæson | Sæson | Afsnit | Først sendt           | Sidst sendt           |
| ----- | ----- | ------ | --------------------- | --------------------- |
|       | 1     | 22     | 19. maj 2009          | 8. juni 2010          |
|       | 2     | 22     | 21. september 2010    | 24. maj 2011          |
|       | 3     | 22     | 20. september 2011    | 22. maj 2012          |
|       | 4     | 22     | 13. september 2012    | 9. maj 2013           |
|       | 5     | 20     | 26. september 2013    | 13. maj 2014          |
|       | 6     | 13     | 9. januar 2015        | 20. marts 2015        |

## Medvirkende
Ved castingen til Glee søgte Murphy aktører, der kunne identificere sig med en af hovedrollerne i teaterroller. I stedet for at bruge traditionelle castingsopkald, tilbragte han tre måneder på Broadway, hvor han fandt Matthew Morrison, som tidligere havde medvirkede på scenen i Hairspray og The Light in the Piazza; Lea Michele, der medvirkede i Spring Awakening; og Jenna Ushkowitz, der havde været i Broadway genopsætningen af The King and I.
Aktører uden teatererfaring der gik til audition var forpligtet til at bevise, at de kunne synge og danse samt spille skuespil. Chris Colfer havde ingen tidligere erfaring, men Murphy skrev karakter Kurt Hummel for ham. Jayma Mays gik til audition med sangen "Touch-a, Touch-a, Touch-a, Touch Me" fra The Rocky Horror Show, mens Cory Monteith oprindeligt fremlagde et bånd af sig selv hvor han kun spiller skuespil, og blev anmodet om at indsende en anden musikalsk bånd, hvor han sang "en teatralsk, 80'er musikvideo-stil version" af REO Speedwagons "Can't Fight This Feeling". Kevin McHale kom fra en boybandbaggrund, der tidligere har været en del af gruppen Not Like Them. Han forklarede, at den mangfoldighed af skuespillere, som har baggrunde afspejler de mange forskellige musikalske stilarter: "Det er en blanding af alt:. Klassisk rock, aktuelle ting, R&B. Du vil ikke altid genkende det." Med Jane Lynch var det oprindeligt meningen, at hun skulle have en tilbagevendende rolle i showet,  men fik en regelmæssig rolle, da en Damon Wayans pilot hun arbejdede på for ABC mislykkedes.  Castet har indgået aftale om at lave potentiel tre Glee film,  med deres kontrakt om, at "[skuespilleren] giver hermed Fox tre eksklusive, uigenkaldelige muligheder for at engagere [skuespilleren] i op til henholdsvis tre funktionslængde filmsekvenser." Murphy sagde i december 2010, at han ikke var interesseret i at lave en Glee-film "som en historie", og tilføjede: "Jeg kan lave det som en live koncert ting." Glee: The 3D Concert Movie, som blev filmet i løbet af 2011 over Glee Live! In Concert!-turnéen, blev udgivet den 12. august 2011.
Glee har femten hovedroller med stjernestatus. Matthew Morrison spiller Will Schuester, McKinley Highs spansklærer, der bliver instruktør for Glee-klubben, i håb om at genoprette det til sin fordums glans. Lynch spiller Sue Sylvester, cheftræner for "Cheerios" cheerleader truppen, og Glee klubbens nemesis.  Mays fremstår som Emma Pillsbury, skolens vejleder, der har følelser for Will, og Jessalyn Gilsig spiller Terri Schuester, Wills kone, som han til sidst skilt efter fem års ægteskab. De skilles, da han opdager hun har fusket med at være gravid i stedet for at afsløre hun havde en falsk graviditet. Michele spiller Rachel Berry, en talentfulde korstjerne, der ofte bliver mobbet af Cheerios og fodboldspillere, men vokser tættere på dem som showet skrider frem. Rachel har en on og off forhold med Finn Hudson, som starter i første sæson, og de to bliver forlovet i sæson tre. Monteith spiller Finn, stjernequarterback fra skolens fodboldhold, der risikerer at blive fremmedgjort af sine venner efter hans tiltrædelsen til koret.  Også med i klubben er Amber Riley som Mercedes Jones, en modebevidste diva, der oprindeligt skulle synge back-up, Colfer som Kurt Hummel, et fashionabelt homoseksuel mandlig kontratenor; McHale som Artie Abrams, en guitarspiller og paraplegiker og Ushkowitz som Tina Cohen-Chang, en asiatisk amerikansk student med et falsk talefejl. Dianna Agron spiller Quinn Fabray, Finns cheerleaderkæreste, som senere tiltræder koret for at holde øje med ham. Mark Salling spiller Noah "Puck" Puckerman, en god ven af Finn fra fodboldholdet, der i første omgang misbilliger at Finn slutter sig til koret, men senere slutter han selv til koret. Naya Rivera og Heather Morris, der skildre cheerleaderne og korvokalisterne Santana Lopez og Brittany Pierce var oprindeligt tilbagevendende skuespillere, men i anden sæson blev de forfremmet til nogle af seriens regelmæssige roller.  Mike O'Malley, der spiller Kurts far Burt Hummel, blev også en regelmæssige rolle i sæson to.  Gilsig og O'Malley vises ikke længere på listen over medvirkende skuespillere i begyndelsen af den tredje sæson, selvom O'Malley vil blive opført som en tilbagevendende gæstestjerne i mindst seks episoder i løbet af sæsonen. To aktører blev forfremmet til seriens regelmæssige roller, i den tredje sæson: Harry Shum, Jr. som fodboldspiller og kormedlem Mike Chang og Darren Criss som tidligere Dalton Academy Warbler og ny klubmedlem Blaine Anderson, som begge startede som tilbagevendende aktører, Shum i den første sæson og Criss i den anden.
Murphy har udtalt, at mange af de originale karakterer vil dimittere fra McKinley High ved udgangen af tredje sæson. "Vi ønskede ikke at have et show, hvor de var i high school i otte år. Vi virkelig ønskede at være tro mod denne oplevelse." Voksenkaraktererne spillet af Matthew Morrison og Jane Lynch vil fortsætte med at sikre kontinuitet i serie,, og nogle elever, som Rachel, Finn og Kurt vil i sandsynligvis forblive på showet efter endt uddannelse.  I maj 2012 sagde Murphy, at bare fordi en karakterer på showet dimittere fra high school betyder det ikke, at de forlader showet. "En masse mennesker har skrevet at Dianna er af showet, og at Amber er af showet - de er ikke fra showet. Jeg tror Amber talte om den bittersøde følelse af, 'Jeg vil aldrig være i korrummet med den nøjagtige samme gruppe af mennesker.' Det er, hvad hun fortalte mig ... Når jeg læser, et [tweet] sagde jeg: "Jeg tror, folk vil misforstå det." Hun er begejstret for, hvor hendes karakter går. Det er de alle. Jeg ønskede at gøre det rigtige ved dem alle. " Han fortsatte: "De er alle kommet tilbage. Enhver, der er en regelmæssig karakter kommer tilbage. Alle sagde ja..."

## Produktion

### Udvikling

#### Koncept
Ian Brennan har baseret Glee på sine egne erfaringer som medlem af Prospect High School show kor i Mount Prospect, Illinois. Han havde oprindeligt forestillet sig Glee som en film, snarere end en tv-serie, og skrev det første udkast i august 2005 ved hjælp af Screenwriting for Dummies. Han afsluttede manuskriptet i 2005, men kunne ikke skabe interesse for projektet i de følgende år. Mike Novick, en tv-producent og en ven af Ian Brennan fra Los Angeles, som var studerende på samme gymnasium som Ryan Murphy, overbragte denne et eksemplar af Brennans manuskript til gennemsyn. Murphy havde deltaget i et showkor i collegetiden, og følte, at han kunne give positiv kritik på manuskriptet. Murphy og hans Nip/Tuck kollega Brad Falchuk foreslog, at Glee skulle produceres som et tv-show. Manuskriptet blev derfor helt omskrevet, og blev blev valgt af Fox inden for femten timer efter modtagelse. Murphy tilskriver kanalen, at den del at den har succes med American Idol. "Det gav mening for kanalen med det største hit i tv, der er en musikalsk tv-serie, til at gøre noget i den retning", siger han. Murphy og Falchuk blev showets executive producers og showrunners, Brennan blev en co-executive producer og Novick en producent.  Brennan, Falchuk og Murphy startede med at skrive "alle episoderne".
Glee er sat på den fiktive William McKinley High School i Lima, Ohio. Murphy valgte en Midwest-indstilling som da han selv voksede op i Indiana, og genkaldte sig barndommens besøg i Ohio til Kings Island tema park. Selvom foregår i Lima, er showet filmet på Paramount Studios i Hollywood.  Murphy har sagt, at han aldrig har set en High School Musical film, som Glee er blevet sammenlignet med, og at hans interesse lå i at skabe en "postmoderne musical," snarere end at "lave et show, hvor folk bryder ud i sang," tegningen mere tungt på formatet af filmen Chicago. Murphy hensigt showet til at være en form for eskapisme. "Der er så meget i luften lige nu om folk med geværer, eller sci-fi, eller advokater, der kører rundt. Dette er en anden genre, er der intet som det på kanalerne. Alt er så mørkt i verden lige nu, det er derfor Idol arbejdede. Det er ren eskapisme" sagde han.  Murphy har til formål at lave et familieshow at appellere til såvel som voksne som børn, med voksne figurer lige ved siden af de teenagerne og som af han allerede havde i oktober 2009 udstukket en planer for serien, der dækker tre års broadcast.

#### Manuskript
De tre medskabere, Murphy, Falchuk, og Brennan lagde en plan for historierne sammen. For de første to sæsoner, var de de eneste forfattere, og efter at have taget fælles kredit for pilotepisoden, og den episode, der åbnede efteråret 2009 sæsonen. Derefter begyndte de enkeltvis at tage kredit for en episode, der er baseret i vid udstrækning på den person "som har taget føringen i historiens plot eller hvem der skrev et udkast". Brennan bemærkede, at skriveprocessen er "hurtig og løs, med vægt på hurtig", og citerer Murphy som sagt, med hensyn til deres roller i episodeskabelsen; "Jeg er en slags hjerne. Brads slags er hjertet. Ians slags, er de sjove ben ". Brennan siger "Det er sandt i mange henseender". Nogle af karaktererne er skrevet mere af en forfatter. Brennan skriver de fleste af Sues materiale, og Falchuk skriver ofte scenerne mellem Kurt og Burt Hummel, selvom Murphy i høj grad bidrager til Kurt
Med start i sæson tre, blev en skriftlig personale på seks ansat: Ali Adler, Roberto Aguirre-Sacasa, Marti Noxon, Michael Hitchcock, Matt Hodgson og Ross Maxwell. Sæsonens fjerde episode, "Pot o' Gold",, blev skrevet af Adler, den første episode som ikke er krediteret showets tre skabere. 

### Musik og koreografi
Serien har talrige coverversioner, sunget på skærmen af karaktererne. Ryan Murphy er ansvarlig for at udvælge alle de anvendte sange, og har sagt, at han stræber efter at opretholde en balance mellem hits og musicalsange: "Jeg ønsker, at der noget for alle i hver episode. Det er en vanskelig mix, men det er meget vigtigt med afbalancereingen af det." Ifølge Murphy er sangvalget en integreret manusudvikling; "Hver episode har et tema som sin kerne. Efter jeg har skrevet manuskriptet, vil jeg vælge sange, der bidrager til at flette historien sammen. "  I en 2010 interview med Allison Kugel, bemærkede Chris Colfer, at "der har været et par gange, når jeg er gået til Ryan Murphy og fortalte ham et par ting som er sket for mig, og så skriver han det ind i showet. Eller han spørger mig, hvilken sang jeg ønsker at synge, i den situation, eller i den situation. Jeg tror ikke nogen af os direkte forsøger at give input om karakteren eller på historien, men de stjæler helt sikkert ting fra os."  For anden sæson, et skift i retning af at bruge mere Top 40 sange, i et forsøg på at appellere mere til de 18-49 årige.
Murphy blev overrasket over den lethed, hvormed brug af sange blev godkendt af pladeselskaberne, og forklarede:. "Jeg tror, at nøglen til det er, de elskede tonen i det. De elskede at dette show var om optimisme og unge børn, for størstedelens vedkommende genfortolke deres klassikere for et nyt publikum ". Et mindretal af dem, der nægtet at give rettighederne deres musik, der skal anvendes, herunder Bryan Adams , Guns N' Roses og Coldplay, men i juni 2010, tog Coldplay deres beslutning om, så Glee fik rettighederne til deres katalog.  Adams tilføjet på sin Twitter-konto, at producenterne af Glee aldrig havde anmodet om tilladelse fra ham og opfordrede dem til "at tage telefonen". Komponist og musiker Billy Joel tilbød mange af hans sange til brug på showet, og andre kunstnere har tilbudt brug af deres sange gratis. En serie af Glee soundtrack album er blevet udgivet gennem Columbia Records. Sange fra showet er tilgængelige for digital download via iTunes op til to uger før nye episoder vises, og via andre digitale forretninger og mobile brugere en uge senere. Glee musikproducer Adam Anders er begyndt at tilføje original musik til showet, herunder to originale sange, " Loser Like Me "og" Get It Right" som blev vist den 15. marts 2011. 
Glee er koreograferet af Zach Woodlee og viser 4 til 8 produktions numre pr episode. Når Murphy vælger en sang, bliver rettighederne clearet med udgiverene af musiksupervisor P.J. Bloom, og musikproducer Adam Anders omarrangerer det for Glees skuespillere. Numrene er præ-indspillet af skuespillerne, mens Woodlee konstruerer de ledsagende dansetrin, som derefter læres af skuespillerne og bliver filmet. Studie optagelser af sporene bliver derefter foretaget. Processen begynder seks til otte uger før hver episode bliver filmet, og kan slutte så sent som dagen før optagelserne begynder. Hver episode koster mindst 3 millioner dollars at producere, og kan tage op til ti dage at filme, som et resultat af den omfattende koreografi . I slutningen af 2010, rapporterede Bloom at processen har været endnu kortere; "så hurtigt som et par uger" For den anden sæson, blev skaberne tilbudt at lytte til kommende sange på forhånd ved forlag og pladeselskaber, og produktion forekommer endog før sangrettighederne er sikret.

### Promotion
Forud for premieren på den anden episode tog Glee på turné i flere Hot Topic butikker i hele USA. Castet sang den amerikanske nationalsang ved det tredje spil i 2009 World Series.  De var inviteret af Macy's, til at optræde på Macy's Thanksgiving Day Parade 2009, men vært-tv-kanalen NBC afviste planen på grund af at Glee blev vist på en rivaliserende kanal.  Murphy kommenterede castets udelukkelse: "Jeg forstår helt NBC's holdning, og ser frem til se Jay Leno".
På grund af seriens succes, gik castet på en koncertturné efter den første sæson, Glee Live! In Concert!, hvor de besøgte Phoenix, Chicago, Los Angeles og New York. Desuden indspillede castet en coverversion af Wham!s "Last Christmas", som blev udgivet som single i slutningen af 2009, men blev først vist i showet den 10. december 2010, i episoden "A Very Glee Christmas".  Morrison, Lynch, Michele, Monteith og Colfer genoptog deres roller som Will, Sue, Rachel, Finn og Kurt i en episode af The Cleveland Show, der blev sendt 16. januar 2011.  Michele, Monteith og Riley viste sig som campister i den 22. sæsonpremiere på The Simpsons.
Lynch, Colfer, Monteith og Riley optrådte på 2010 MTV VMAs den 12. september 2010. Da Agron, Michele og Monteith poserede for et sæt af vovede fotos til november 2010-udgaven af GQ magasinet, blev showet kritiseret af Parents Television Council (PTC). PTCs præsident Tim Winter kommenterede, at Glee har mange unge fans, og at "ved at tillade denne form for nær-pornografisk billeder, har skaberne af programmet etableret deres hensigter på showets retning. Og det er ikke godt for familier."
De salgsfremmende plakater til den første sæson, viser stjernerne i showet med deres højre hånd formet et "L" for at udfylde L'et i ordet Glee. De salgsfremmende plakater for anden sæson viser stjernerne i showet der et kaste slushice på kameraet. De salgsfremmende plakater til den tredje sæson får stjernerne i showet kastet dodgeballs på sig af Sue Sylvester. Koncertturnéen, Glee Live! In Concert!, begyndte den 15. maj 2010, og havde koncerter i fire byer i USA for den resterende del af måneden. Den anden udgave af turnéen, med en næsten helt ny sætliste, turnerede i fire uger i USA og Canada fra 21. maj til 18. juni 2011, og blev fulgte af tolv dage i England og Irland, fra den 22. juni til 3. juli 2011.  Castet sang til den syvende sæson af The X Factor i Storbritannien den 5. december 2010. 

## Merchandise
Tre soundtracksalbum blev frigivet til at ledsage Glees første sæson: Glee: The Music, Volume 1, Glee: The Music, Volume 2 og Glee: The Music, Volume 3 Showstoppers.To extended plays (EP) ledsagede episoderne "The Power of Madonna" og "Journey to Regionals": Glee: The Music, The Power of Madonna og Glee: The Music, Journey to Regionals. Glee: The Music, The Complete Season One er et opsamlingsalbum, som har alle 100 studieoptagelser fra den første sæson, blev udgivet udelukkendeiTunes Store. Fem soundtrackalbums blev frigivet til at ledsage Glees anden sæson: Glee: The Music, The Christmas Album, som byder på julesange, og Glee: The Music, Volume 4, blev begge udgivet i november 2010.  Glee: The Music, Volume 5, Glee: The Music Presents the Warblers, og Glee: The Music, Volume 6 var 2011-udgivelser, som blev udgivet i henholdsvis marts, april og maj. En EP med titlen Glee: The Music, The Rocky Horror Glee Show blev frigivet til at ledsage Halloween episoden, "The Rocky Horror Glee Show".  To EP'er blev udgivet udelukkende i discountkæden Target: Glee: The Music, Love Songs i den sidste uge af 2010, og Glee: The Music, Dance Party i begyndelsen af september 2011. 
Glee er blevet udgivet på adskillige DVD og Blu-ray box-sæt. Glee - Pilot Episode: Directors Cut er udstyret med pilotepisoden og en forsmag på den anden episode, "Showmance". Glee – Volume 1: Road to Sectionals indeholder de første tretten episoder af sæson et, og Glee – Volume 2: Road to Regionals, indeholder de sidste ni episoder af første sæson. Glee - The Complete First Season, blev udgivet den 13. september 2010  Tre boxsæt blev udgivet for anden sæson: Glee Season 2: Volume 1, som indeholder de første ti episoder, blev udgivet den 25. januar 2011,  og både Glee Season 2: Volume 2 med de sidste tolv episoder og Glee: The Complete Second Season med alle 22 episoder, blev udgivet d. 13. september 2011. Alle tre blev udgivet på DVD, kun den komplette sæson er tilgængelig på Blu-Ray.
Little, Brown Books er i færd med at offentliggøre fem Glee-relaterede unge voksne romaner, der er under udvikling i samarbejde med showets producenter og forfattere. De tre første romaner er skrevet af Sophia Lowell; den første, Glee: The Beginning, blev udgivet i august 2010 og fungerer som en forgænger til begivenhederne i tv-serien.  Efterfølgende romaner omfatter Glee: Foreign Exchange, udgivet i februar 2011,  og Glee: Summer Break udgivet i juli 2011.  Separat fra den unge voksne serie, blev det planlagt, at Sue Sylvester ville skrive sin selvbiografi i den anden sæson. Murphy har også planlagt at den blive udgivet som en rigtig bog, med Lynch som ledsager bogturnéen i sin karakter som Sue. Bogen blev ikke nævnt på programmet i anden sæson, og har heller ikke været planlagt til offentliggørelse.
Twentieth Century Fox Consumer Products har planer om at lave en linje af Glee-relaterede merchandise; herunder spil, elektriske produkter, lykønskningskort, tøj og papirvarer.  Macy's har en linje af Glee-relaterede tøj, og Claire's har tilbehør.

## Modtagelse

### Kritik
Glee modtog en Metacritic score på 77 ud af 100 i sin første sæson, baseret på vurderinger af atten kritikere. Det blev rost af kritikere i flere bedømmelser i 2009 i TV . James Poniewozik fra Time rangeret serien som den ottende bedste tv-show i året, og kommenterer: "Når Glee virker, er det ofte suveræn, tårefremkaldende og spændende som intet andet på TV." Entertainment Weeklys Ken Tucker rangeret den som niende bedste, og kalder det "årets mest nye show [og] også dens mindst sandsynlige succes",  Lisa Respers France fra CNN skrev, at med Glees forudsætning ville det normalt have været "en opskrift på katastrofe", men showet har "sådan finurlig charme og bravade, at det er umuligt ikke at blive begejstret".
Nancy Gibbs fra Time Magazine skrev, at hun havde hørt serien beskrevet som "anti-kristen" af en ungdomsminister, og kommenterede:
| Citat | Det er let at se hans pointe, hvis man ser på detaljerne. [...] Den studerendes løgne, de snyder, de stjæler, de begær, de kaster sig over cupcakes med pot, for at give de studerende et alvorligt tilfælde af lækkersult. Næsten alle de Ti Bud bliver få krænket på et eller andet punkt, mens publikum inviteres til at grine ad folks smerte og dårskab og ydmygelse. ... Det er fornærmelser mod børn, der tyder på, at blot de ser karakterer opfører sig dårligt på skærmen betyder, at de tager det som tilladelse til at gøre det samme selv. [...] Og det er sat i gymnasiet, hvilket betyder at det handler om en rejse ikke blot til college og karriere, men til identitet og overbevisning, at prisen på popularitet, er de kompromiser, vi må gøre mellem, hvad vi ønsker, og hvad vi har brug for." | Citat |
|       | |       |

Varietys Brian Lowry var kritisk over for showets tidlige episoder, og fremhæver skuespillet og karakteriseringsspørgsmål og anser de voksne karakterer som "over-the-top buffoons", med undtagelse af Mays' Emma, som han følte sig tilbudt en "beskedne forløsning".  Selv om han roste Colfer og Micheles performance, skrev Lowry, at showets talent blev ødslet væk af "spøgefuldt, karikeret, vildt ujævn tone", og anser serien som en "one-hit wonder". Efter showets midt-sæsonfinale, skrev Lowry, at mens Glee "forbliver en frustrerende rod til tider", at tv-serien med sine "pulserende musikalske numre og talentfulde cast" har han erkendte, at "selv med sine fejl, ville TV være fattigere uden Glee.
Da Glees første succes har trukket i et stort publikum, skrev John Doyle fra The Globe and Mail, at de tidlige shows "føltes frisk, især fordi den brogede besætning af unge mennesker havde en slags firkantet naivitet." Doyle bemærker, at den tidlige succes tog Glee væk fra sine oprindelige figurer og plot, der fokuseres mere på berømte gæster. "Det muntre er gået af Glee. Du skulle have sat det i sin velmagtsdage, blot for måneder siden".

### Musik
Showets musikalske forestillinger har været en kommerciel succes, med over 36 millioner eksemplarer af Glees singleudgivelser købt digitalt, og over elleve millioner albums købt over hele verden gennem oktober 2011. I 2009 havde Glee 25 singler på Billboard Hot 100, som er det mest af en kunstner siden The Beatles havde 31 sange på hitlisten i 1964; i 2010, placerede den 80 singler på Billboard Hot 100, som langt overgår den hidtidige rekord.  I februar 2011 overhalede Glee Elvis Presley som den performance, der har flest sange placeret på Billboard Hot 100-hitlisten, selvom færre end en fjerdedel af dem har været på hitlisten i mere end en uge.  Castets performance "Don't Stop Believin'" var certificeret guld den 13. oktober 2009, når over 500.000 eksemplarer i det digitale salg,  og den 16. marts 2011 modtog den en platin certificering for at have et salg på over en million eksemplarer.  Seriens coverversion havde en positiv effekt på salget af Rihannas "Take A Bow", som steg med 189 procent efter sangen blev sunget i Glee-episoden "Showmance". 
Imidlertid har der også været kritisk fordømmelse af castets forestillinger. Jon Dolan fra Rolling Stone kommenterede, at Matthew Morrison "kunne ikke rappe hans vej ud af en 98° generalprøve", og Allmusics Andrew Leahey skrev, at Cory Monteith og Dianna Agron "kan ikke synge nær så godt som deres co-stjerner".  E! Onlines Joal Ryan kritiserede showet for sin "overproduceret soundtrack", og klagede over, at mange sange havde for meget på pitch-korrektion softwareen Auto-Tune: "For hver alt for korte øjeblik af Lea Michele lyder rå-og dejlig på "What a Girl Wants", eller Monteith der synger en helt troværdig REO Speedwagon i en bruser, er der en Michele og Monteith der lyder som 1990'erne-æraens Cher på "No Air".
I den anden sæson, bemærkede Rob Sheffield til Rolling Stone at Britney Spears og Rocky Horror hyldestepisoderne som eksempel, da han roste Glee og dens valg af musik. Han roste Murphy for hans udvælgelse og opstandelse "glemte" popsange og sammenlignet showets unikhed til "MTV i sin prime" som indbegrebet af populærkulturen. 
Nogle kunstnere, herunder Slash, Kings of Leon og Foo Fighters, har afvist at have deres sange blev brugt på showet. Murphy har været offentligt kritiske over for disse afslag, hvilket har ført til udvekslinger i pressen mellem ham og en række kunstnere. En coverversion af Sir Mix-a-Lots "Baby Got Back" i en sæson fire episode er blevet kritiseret for at angiveligt kopierer en gengivelse af en sang af Jonathan Coulton uden hans tilladelse.

### Fanskare
Fans af Glee er almindeligt omtalt som "Gleeks",  en portmanteau af "Glee" og "geek". Fox kørte en "Biggest GLEEK" konkurrence, hvor de målte fansnes Glee-relaterede aktiviteter på social medie websites som Facebook og MySpace, og fandt ud af at, væksten i fanbasen overhalede kanalens science-fiction shows.  Castets Hot Topic-tour havde titlen "The Gleek Tour".  Glee er en af de mest om-tweeted TV shows. I 2011 var det den mest viste amerikanske tv-show. På IMDb, er Glee er den syvende højeste rangerede tv-serie i perioden 2002-2012. Fans har genskabt mange af de musikalske numre som en hyldest til showet, og delt dem på YouTube. Baseret på denne tendens, omfattede showets producenter instrumentale versioner af nogle sange på showets soundtracks.
Ligeledes Glee har fans skabt portmanteaus af par i serien, såsom "Finchel" for Finn og Rachel, "Klaine" for Kurt og Blaine, og "Brittana" for Brittany og Santana. Denne kendsgerning er blevet henvist til i forskellige episoder i anden sæson, navnlig "Furt", der er møntet på de nye stedbrødre Finn og Kurt, og "Rumours".

### Priser og nomineringer
Glee har modtaget en række priser og nomineringer. I 2009 vandt serien fem Satellite Awards: "Best musical eller komedie tv-serie", "Bedste mandlige hovedrolle" og "Kvindelige hovedrolle i en musical eller komedie TV-serie" for Morrison og Michele, "Bedste kvindelige birolle" for Lynch og "Special Achievement for Outstanding Guest Star" for Kristin Chenoweth. I 2010 vandt showet en Golden Globe Award for "Bedste TV-serie - musical eller komedie". Morrison, Michele og Lynch modtog også nomineringer.  Serien blev nomineret til to Writers Guild of America Awards, hvor manuskriptet blev nomineret i "Comedy Series" og "New Series" kategorierne.  Glee vandt"en god Performance af et Ensemble i en komedieserie" pris ved det 16. Screen Actors Guild Awards. Paris Barclay og Ryan Murphy begge modtaget nomineringer for "Outstanding Directing – Comedy Series" på Directors Guild of America Awards for deres arbejde med Glee. I juli 2010 modtog Glee nitten Emmy Award nomineringer, herunder "Outstanding Comedy Series", "Outstanding Lead Actor - Comedy Series" for Morrison og "Outstanding Lead Actress - Comedy Series" for Michele. Glee vandt fire af disse, herunder "Outstanding Supporting Actress in a Comedy Series" for Lynch og "Outstanding Guest Performance by a Male Actor in a Comedy Series" for Neil Patrick Harris.

## Film
Glee: 3D Concert Movie, er en koncert film baseret på den fire-ugers nordamerikanske tur af Glee Live! In Concert!-tour i 2011 og viser de studerende karakterer fra serien performe og backstage. Filmen blev udgivet i USA og Storbritannien den 12. august 2011, til et to-ugers begrænset engagement. Filmen er instrueret af Kevin Tancharoen.

## Diskografi
| Album                                         | Udgivelsesdato    |
| --------------------------------------------- | ----------------- |
| Glee: The Music, Volume 1                     | 2. november 2009  |
| Glee: The Music, Volume 2                     | 4. december 2009  |
| Glee: The Music, The Power of Madonna         | 20. april 2010    |
| Glee: The Music, Volume 3 Showstoppers        | 18. maj 2010      |
| Glee: The Music, Journey to Regionals         | 8. juni 2010      |
| Glee: The Music, The Rocky Horror Glee Show   | 19. oktober 2010  |
| Glee: The Music, The Christmas Album          | 9. november 2010  |
| Glee: The Music, Volume 4                     | 26. november 2010 |
| Glee: The Music, Volume 5                     | 8. marts 2011     |
| Glee: The Music Presents the Warblers         | 19. april 2011    |
| Glee: The Music, Volume 6                     | 23. maj 2011      |
| Glee: The Music, The Christmas Album Volume 2 | 11. november 2011 |
| Glee: The Music, Volume 7                     | 6. december 2011  |
| Glee: The Music, The Graduation Album         | 15. maj 2012      |